# Boční kavkazský hřbet
Boční kavkazský hřbet, též Severní hřbet, transliterací z ruštiny označovaný též Bokový hřbet (ázerbájdžánsky Yan silsiləsi, gruzínsky გვერდითი ქედი, Gverditi Kedi, rusky Боковой хребет, Bokovoj chrebet) – je horským pásmem Velkého Kavkazu v Ázerbájdžánu, Gruzii a Rusku.
Boční kavkazský hřbet se táhne paralelně s hlavním kavkazským hřebenem na severu od něj. Na rozdíl od hlavního kavkazského hřebene netvoří souvislou stěnu, nýbrž je složen z oddělených masívů přerušovaných údolími řek stékajících z hlavního hřebene na sever. Jeho součástí jsou nejvyšší štíty Velkého Kavkazu: Elbrus (5 642 m n. m.), Dychtau (5 205 m n. m.), Koštan-Tau (5 152 m n. m.), Kazbek (5 047 m n. m.), Tebulosmta (4 482 m n. m.).

## Vrcholy bočního kavkazského hřbetu
- Vrcholy v západním Kavkazu (mezi Černým mořem a Elbrusem)
  - Urup (3232 m)
- Vrcholy ve středním Kavkazu (mezi Elbrusem a Kazbekem)
  - Elbrus (5641 m)
  - Koštan-Tau (5152 m)
  - Krumkol (4676 m)
  - Pik Tichonova (4670 m)
  - Mižirgi (5025 m)
  - Pik Brno (4110 m)
  - Puškinův štít v masívu hory Dychtau (5100 m)
  - Dychtau (5204 m)
  - Džimara (4780 m)
  - Kazbek (5047 m)
- Vrcholy ve východním Kavkazu (mezi Kazbekem a Kaspickým mořem)
  - Šoani (4491 m)
  - Majstismta (4081 m)
  - Tebulosmta (4499 m)